# 舞街区
舞街区，本游戏是由游戏蜗牛开发的音乐舞蹈类网络游戏，于2007年年在展开测试，期间推出了针对江西用户和广东用户的两个版本以及迅雷代理的迅雷舞街区（接入不同服务器）以及台湾的第五大街；随后出口到新马和非利宾以及泰国印尼等地。2009年出口到俄罗斯&独联体。目前江西和广东版数据并入全国服务器，迅雷舞街区版直接停运。从台湾官网显示可以认定梦世纪数位娱乐运行的，但是第五大街同时是因思锐的联盟游戏，因思锐其他游戏也是梦世纪数位娱乐的联盟游戏，加上游戏蜗牛官网认定是由因思锐公司运行的。2012年2月8日，台湾地区宣布停止第五大街在台湾的营运，并在2012年2月29日上午10点30分正式停运。

## 简介
舞街区是一款由游戏蜗牛开发的音乐舞蹈游戏，其主要模式类似劲舞团，但与劲舞团有很大的区别；该游戏没有游戏房间这一概念，玩家进路游戏后看到的是一座城市地图，选择不同的地图可以到不同的地方，有些地图需要支付入场费有的则没有限制，进入后玩家就可以立即加入比赛，另外还可以去DJ那里点歌曲。因此该游戏是以交友为主打的音乐交友游戏。

## 外链

### 舞街区各地区官方网站
- 舞街区官網 （页面存档备份，存于）
- 马来西亚HighStreet 5官网
- 新加坡&菲律宾HighStreet 5官网
- 台湾第五大街官网 （页面存档备份，存于）（2012年2月29日停运）
- 大江舞街区官网（并入舞街区服务器）
- 泰国Hipstreet官网
- 越南HotStep官网（2011年6月25日停运）
- 北美5Street官网 （页面存档备份，存于）
- 原北美5Street官网
- 北美showup官网
- 俄罗斯&独联体Пара Па官网 （页面存档备份，存于）
- 芬兰5Street官网 （页面存档备份，存于）（部分内地用户可能无法访问）
- 印度尼西亚idolstreet官网 （页面存档备份，存于）
- 土耳其Jadde (Tam Sürüm)官网